# Kubińcowa Igła

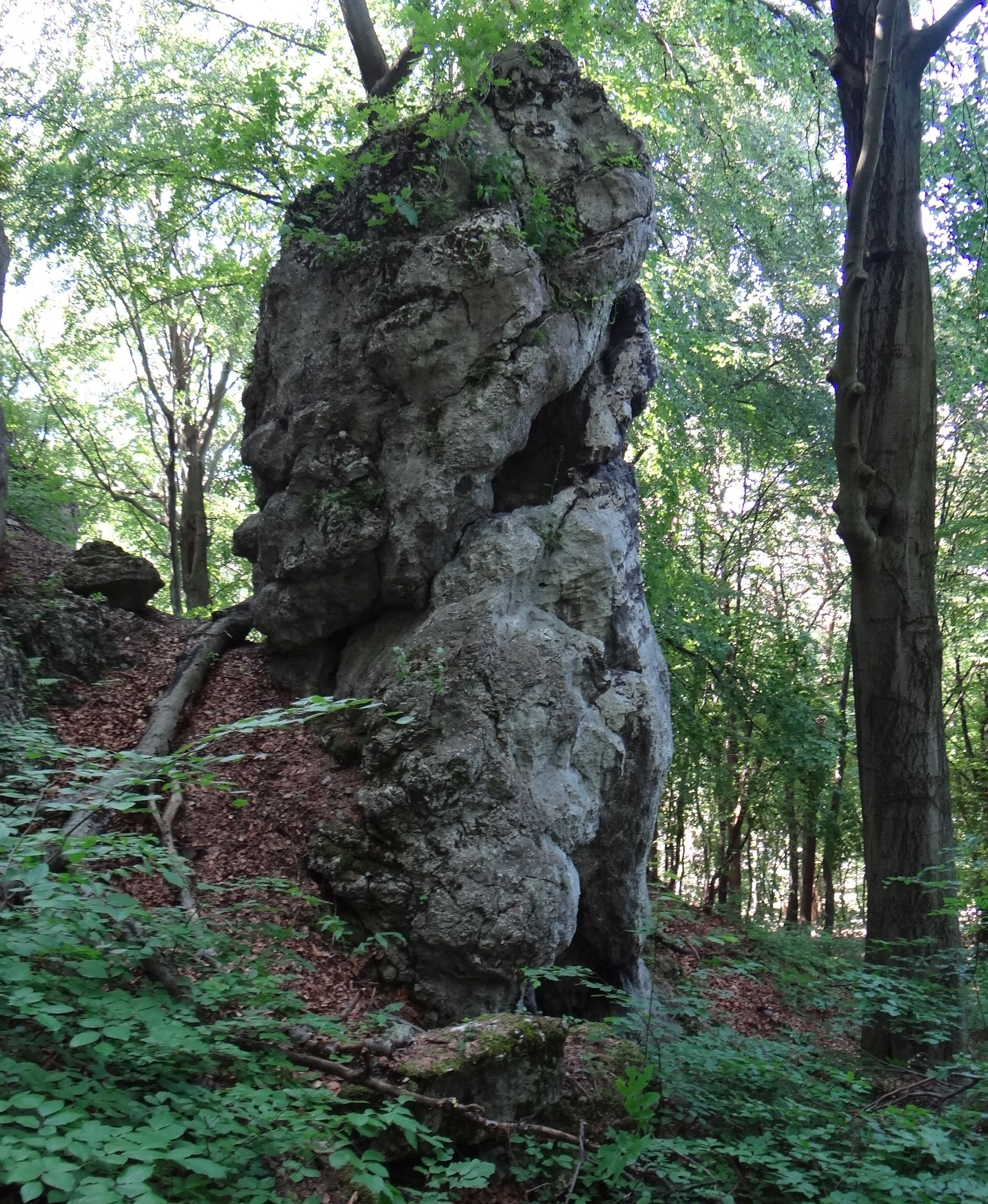

Kubińcowa Igła – skała w Pierunkowym Dole, w miejscowości Nielepice, w województwie małopolskim, w powiecie krakowskim, w gminie Zabierzów. Pod względem geograficznym znajduje się na Garbie Tenczyńskim (część Wyżyny Krakowsko-Częstochowskiej) w obrębie Tenczyńskiego Parku Krajobrazowego.
Kubińcowa Igła to jedna z kilkunastu Kubińcowych Skał znajdujących się w lesie na grzbiecie w orograficznie prawych zboczach Pierunkowego Dołu (u wylotu ulicy Klonowej). Na trzech z nich uprawiana jest wspinaczka skalna (pozostałe to Kubińcowa Skała i Kubińcowa Baszta). Zbudowane są z wapieni skalistych. Kubińcowa Igła ma postać igły skalnej i znajduje się tuż poniżej Kubińcowej Baszty. Ma wysokość 10 m, ściany połogie, lub pionowe. Tworzenie dróg wspinaczkowych nie jest jeszcze ukończone. Do 2020 r. wspinacze na Kubińcowej Igle poprowadzili 3 drogi wspinaczkowe o trudności od IV do VI.2+ w skali krakowskiej i długości do 10 m. Jedna z nich ma zamontowane stałe punkty asekuracyjne: ringi (r) i dwa ringi zjazdowe (drz). Drogi o wystawie wschodniej i południowo-wschodniej.

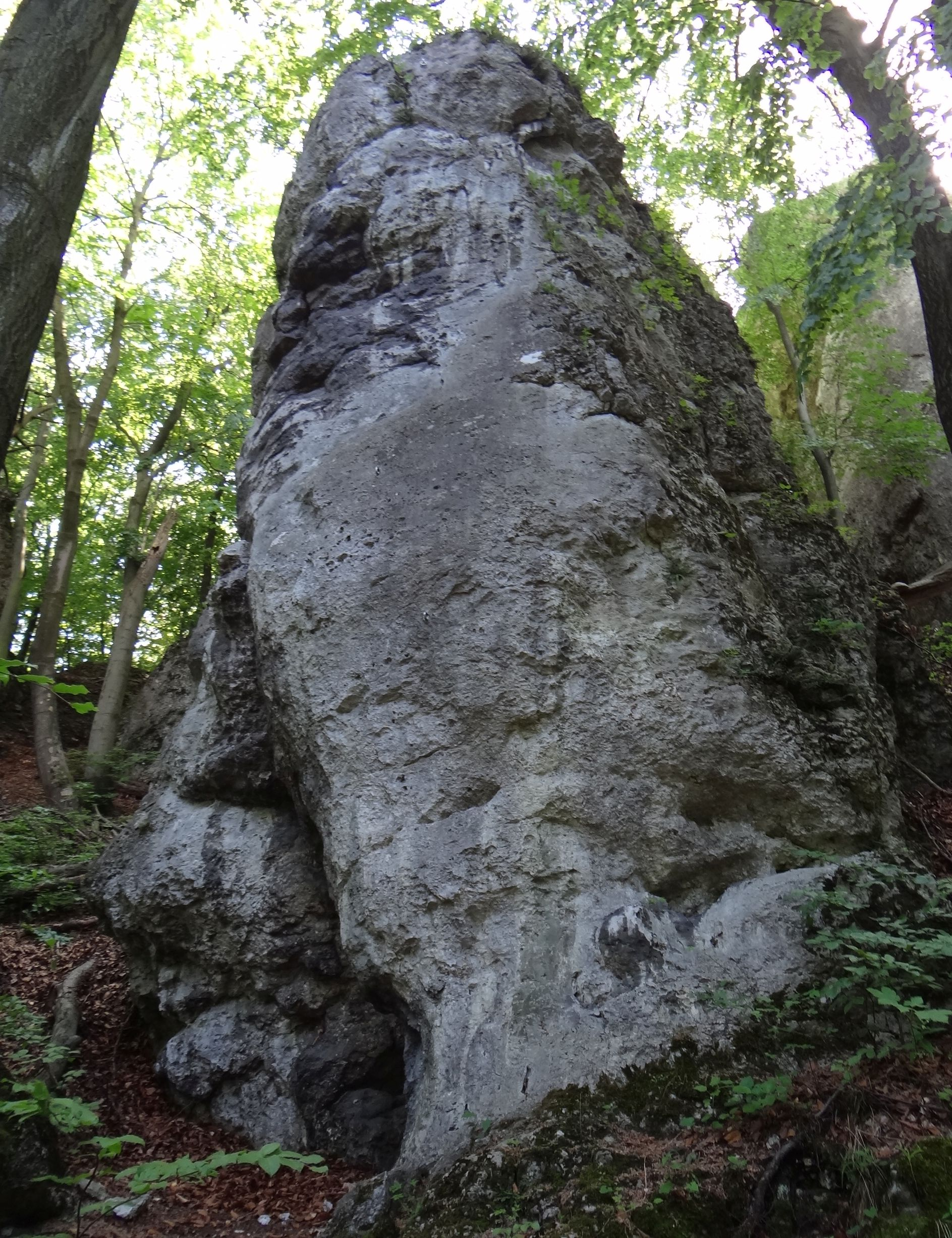

## Drogi wspinaczkowe
1. Igła na wędkę; IV, 9 m
2. Szkoła tradowa; V+, 10 m
3. Sadysfuckcja gwarantowana; 3r + drz, VI.2+, 10 m